# Kulbir Thapa
Kulbir Thapa (* 15. Dezember 1889 in Nigalpani; † 3. Oktober 1956 in Nigalpani) war ein nepalesischer Soldat im Ersten Weltkrieg. 1915 wurde er als erster Angehöriger einer Gurkha-Einheit mit dem Victoria-Kreuz ausgezeichnet.
Am 25. September 1915 war er als Angehöriger des 2. Bataillons der 3rd Queen Alexandra’s Own Gurkha Rifles in der Nähe der französischen Stadt Laventie eingesetzt. Obwohl er selbst verwundet wurde, leistete er einem schwer verletzten Soldaten des 2. Leicestershire Regiment hinter der feindlichen Linie Hilfe, obwohl der Brite ihn aufforderte, sich selbst zu retten. Im Morgengrauen des 26. September trug Thapa den Soldaten durch die Stacheldrahthindernisse zurück in Richtung der eigenen Linien. Nachdem er ihn in einem Granattrichter vorläufig in Sicherheit gebracht hatte, ging er nochmals zurück, um zwei weiteren verletzten Gurkhas zu helfen. Obwohl es mittlerweile aufgeklart war und das Gelände im Feuerbereich der deutschen Soldaten lag, gelang es ihm, die Verwundeten zu bergen. Für seinen selbstlosen Einsatz wurde er am 18. November mit dem Victoria-Kreuz ausgezeichnet. Nachdem er von seinen Verletzungen genesen war, wurde er zum Unteroffizier befördert und diente später mit seinem Regiment in Ägypten. Nach Kriegsende kehrte er in seine Heimat zurück. Der ihm verliehene Orden befindet sich heute im Gurkha Museum in Winchester.